# Berenice (Vorname)
Berenice (auch Bérénice) ist ein weiblicher Vorname.

## Herkunft und Bedeutung
Der Name Berenike geht auf den altgriechischen Namen Βερενίκη Bereníkē zurück, bei dem es sich wahrscheinlich um eine makedonische Dialektform des Namens Φερενίκη Phereníkē handelt.
Der Name setzt sich aus den Elementen φέρω pherō „bringen“ und νίκη níkē „Sieg“ zusammen und bedeutet „Siegbringer“.

## Verbreitung
In Italien kommt der Name Berenice gelegentlich vor.
In Brasilien wurde der Name zu Beginn des 20. Jahrhunderts gelegentlich vergeben, erreichte jedoch nie die Top-200 der Vornamenscharts.
In Frankreich wurde der Name Bérénice seit den 1970er Jahren vergeben, war jedoch nie besonders häufig. Von 1996 bis 2002 zählte er zur Top-200 der Vornamenscharts und erreichte als höchste Platzierung Rang 145 (1997). Im Jahr 2022 stand der Name auf Rang 414 der Vornamenscharts.

## Varianten
- Bulgarisch: Вероника Weronika
- Dänisch: Veronika
- Deutsch: Veronika, Berenike
- Englisch: Bernice, Berniece, Veronica
  - Diminutiv: Bernetta, Bernie, Berny, Birdie, Bunny, Netta, Roni, Ronnie
- Estnisch: Veronika
- Französisch: Bérénice, Véronique
- Griechisch
  - Altgriechisch: Βερενίκη Bereníkē, Φερενίκη Phereníkē
- Italienisch: Veronica
- Kroatisch: Veronika
- Lettisch: Veronika
- Litauisch: Veronika
- Mazedonisch: Вероника Weronika
- Norwegisch: Veronika
- Polnisch: Weronika
  - Diminutiv: Wera
- Portugiesisch: Verónica
  - Brasilianisch: Verônica
- Rumänisch: Veronica
- Russisch: Вероника Weronika
  - Diminutiv: Ника Nika
- Schwedisch: Veronika
- Slowakisch: Veronika
- Slowenisch: Veronika
- Sorbisch: Weronika
- Spanisch: Verónica
- Tschechisch: Veronika
- Ukrainisch: Вероніка Weronika
- Ungarisch: Veronika

## Namensträgerinnen
- Berenice Abbott (1898–1991), US-amerikanische Fotografin
- Bérénice Bejo (* 1976), französisch-argentinische Schauspielerin
- Bérénice Cleyet-Merle (* 1994), französische Leichtathletin (Mittel- und Langstreckenlauf)
- Bérénice Fulchiron (* 2000), französische Leichtathletin
- Bérénice Gadan (* 1984), französische Sängerin
- Bérénice Hebenstreit (* 1987), österreichische Theaterregisseurin und Autorin
- Berenice Kockisch (* 1963), deutsche Schauspielerin und Filmassistentin
- Bérénice Marlohe (* 1979), französische Schauspielerin und Model
- Bérénice Thom (* 1980), deutsche Juristin und Richterin am Einheitlichen Patentgericht
- Berenice Weichert (* 1979), deutsche Synchronsprecherin
- Berenice Wicki (* 2002), Schweizer Snowboarderin

## Nachweise
1. 1 2  Patrick Hanks, Kate Hardcastle, Flavia Hodges: Oxford Dictionary of First Names. Second Edition. Oxford University Press Inc., New York 2006, ISBN 0-19-861060-2, S. 32.
2. ↑  Berenice. In: Behind the Name. Mike Campbell, abgerufen am 19. November 2023 (englisch).
3. ↑  Anita Pavić Pintarić: Deutsche weibliche Vornamen französischen Ursprungs. In: Folia Onomasica Croatica. Band 26, 2017, S. 27 (srce.hr).
4. ↑  Berenice. In: Vornamen Weltweit. Matthias Grönert, abgerufen am 19. November 2023.
5. ↑  Popularity in Brazil. In: Behind the Name. Mike Campbell, abgerufen am 19. November 2023.
6. ↑  Popularity in France. In: Behind the Name. Mike Campbell, abgerufen am 19. November 2023.